# Chrenovec-Brusno
Chrenovec-Brusno ist eine Gemeinde in der West-Mitte der Slowakei mit 1413 Einwohnern (Stand 31. Dezember 2024), die zum Okres Prievidza, einem Teil des Trenčiansky kraj, gehört.

## Geographie

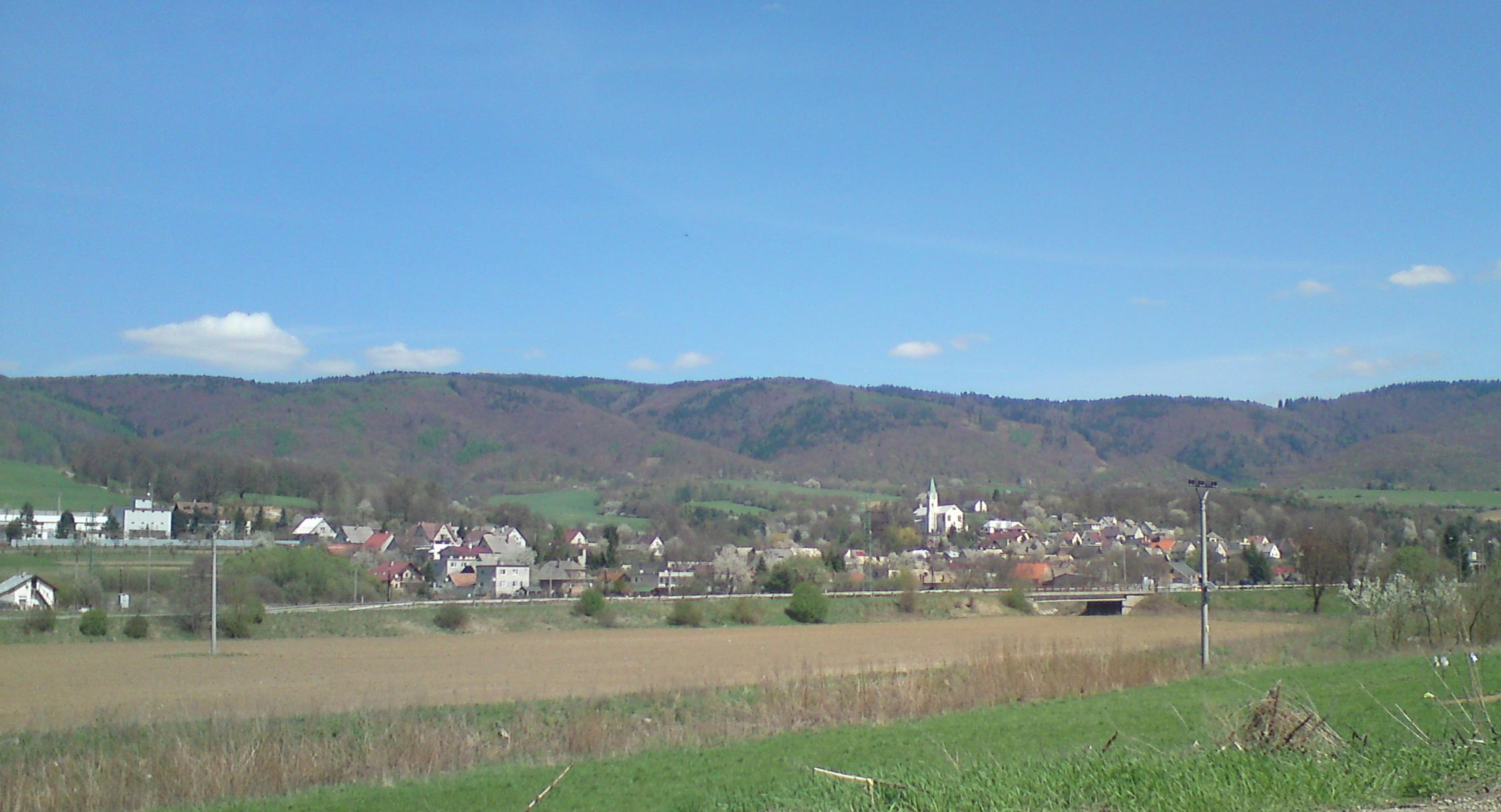
Blick auf den Ort vom Süden

Die Gemeinde befindet sich in einem Ausläufer des Talkessels Hornonitrianska kotlina am Flüsschen Handlovka, zwischen den Gebirgen Vtáčnik und Žiar. Das Ortszentrum liegt auf einer Höhe von 360 m n.m. und ist acht Kilometer von Handlová sowie neun Kilometer von Prievidza entfernt.

## Geschichte
Die Gemeinde entstand 1960 durch Zusammenschluss der Orte Chrenovec (ungarisch Nyitratormás – bis 1907 Chrenóc) und Brusno, hieß am Anfang jedoch nur Chrenovec, da Brusno nur ein Ortsteil war. Erst 1993 erhielt sie den heutigen Namen, nachdem sie offiziell in eine Doppelgemeinde umgewandelt wurde. 1976–1990 war der Nachbarort Lipník Teil der Gemeinde.
Chrenovec wurde zum ersten Mal 1243 als Hyrenouch, Brusno 1430 als Brus schriftlich erwähnt. Beide gehörten bis 1243 der Familie Dobák, danach dem Herrschaftsgut der Burg Weinitz.
1828 zählte man in Chrenovec 27 Häuser und 186 Einwohner, in Brusno 33 Häuser und 232 Einwohner.

## Bevölkerung
| Jahr                | 1994 | 2004    | 2014    | 2024    |
| ------------------- | ---- | ------- | ------- | ------- |
| Anzahl der Personen | 1279 | 1335    | 1366    | 1413    |
| Unterschied         |      | +4,37 % | +2,32 % | +3,44 % |

| Jahr                | 2023 | 2024    |
| ------------------- | ---- | ------- |
| Anzahl der Personen | 1418 | 1413    |
| Unterschied         |      | −0,35 % |

Nach der Volkszählung 2011 wohnten in Chrenovec-Brusno 1383 Einwohner, davon 1335 Slowaken, fünf Tschechen, je drei Deutsche, Magyaren und Polen; ein Einwohner war anderer Ethnie. 33 Einwohner machten keine Angabe. 1015 Einwohner bekannten sich zur römisch-katholischen Kirche, je neun Einwohner zur evangelischen Kirche A. B. und zur evangelistischen Kirche, zwei Einwohner zur griechisch-katholischen Kirche und je ein Einwohner zur orthodoxen Kirche, zur reformierten Kirche und zu den Zeugen Jehovas; drei Einwohner waren anderer Konfession. 233 Einwohner waren konfessionslos und bei 109 Einwohnern ist die Konfession nicht ermittelt.
Ergebnisse nach der Volkszählung 2001 (1281 Einwohner):
| Nach Ethnie: - 98,67 % Slowaken - 0,39 % Deutschen - 0,31 % Magyaren - 0,31 % Tschechen - 0,23 % Polen | Nach Konfession: - 85,64 % römisch-katholisch - 11,71 % konfessionslos - 1,80 % keine Angabe - 0,70 % evangelisch - 0,08 % griechisch-katholisch |

## Bauwerke

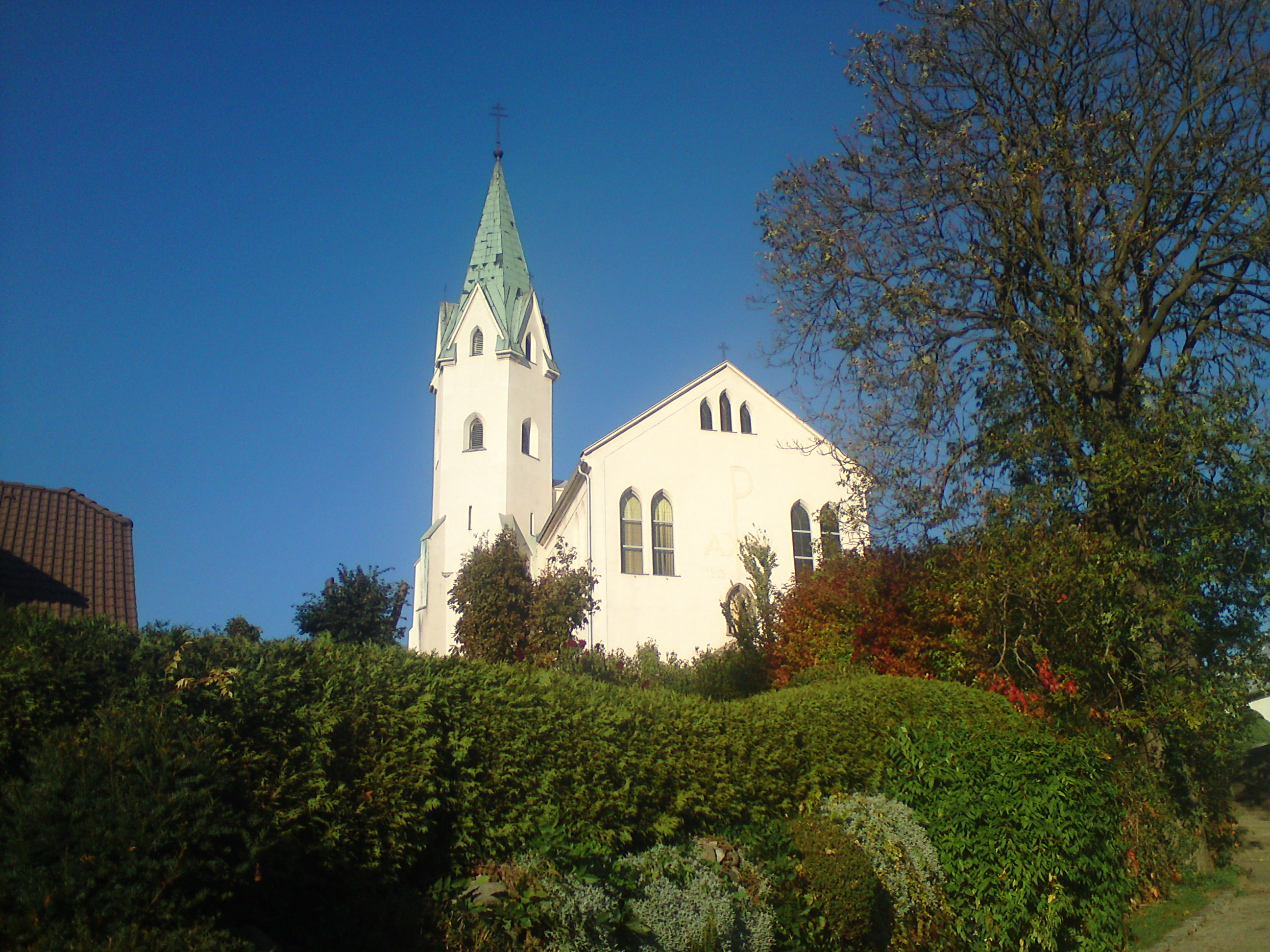
Erzengel-Michael-Kirche

- römisch-katholische Erzengel-Michael-Kirche, ursprünglich im 14. Jahrhundert gebaut, 1947 erweitert